# Defacto (Unternehmen)
Die Defacto GmbH (Eigenschreibweise DEFACTO) ist ein Technologie- und Beratungsdienstleister für die digitale Transformation im Kunden-, Daten- und Prozess-Management. Das Unternehmen ist auf die Bereiche Business Consulting und IT Solutions im Direct-to-Consumer-Umfeld ausgerichtet.

## Geschichte
Die defacto.gruppe war die größte deutsche inhabergeführte Dialogmarketing-Werbeagentur und einer der führenden CRM-Dienstleister in Europa. Sie war weltweit in mehr als 50 Märkten in den unterschiedlichsten Branchen tätig.
Gegründet im Jahr 1989, vereinte die defacto.gruppe unter einem Dach folgende Gesellschaften:
- defacto marketing GmbH (Sitz in Erlangen und Düsseldorf), Anbieter von integrierten Kommunikationslösungen
- defacto call center GmbH (Standorte in Erlangen, Nürnberg und Istanbul), ein Dienstleister für den (telefonischen) Kundendialog mit Dialogaufgaben in 15 Sprachen
- 37 grad dialog GmbH mit Standort Amberg, zur defacto.callcenter-Gruppe gehörig, zuständig für großvolumige Call-Center-Projekte
- defacto kreativ GmbH (Sitz in Erlangen und Hamburg), eine Kreativ-Agentur für integrierte Kommunikation
- defacto software GmbH, ein Technologielieferant für IT-Systeme in Marketing, Vertrieb und eCommerce
- defacto research & consulting GmbH, mit dem Aufgabengebiet quantitative und qualitative Marktforschung sowie strategische und operative Marketing-Umsetzungsberatung und einem Schwerpunkt „Einsatz von     Empfehlungsmarketing“
- aok.teleservice defacto gmbh, zuständig für die Kunden- und Mitgliederbetreuung verschiedener AOKs.

Im Jahr 2008 teilte sich die defacto.gruppe auf. Es entstanden die defacto.x, die defacto software GmbH und die davero gruppe. In der davero gruppe sind Beratungs- und Callcenter-Leistungen zusammengefasst. Darüber hinaus gehörten zur Gruppe die davero.akademie mit beruflichen Weiterbildungs- und persönlichen Fortbildungen sowie die defacto.stiftung, die Kinder-Hilfsprojekte betreut.
Im Jahr 2018 entstand aus der defacto.x die DEFACTO.

## Auszeichnungen
Bei dem Wettbewerb Top Job 2010 wurde die defacto call center GmbH als viertbester Arbeitgeber der Unternehmen über 500 Mitarbeiter in Deutschland ausgezeichnet.
Im Jahr 2017 wurde Esprit in Zusammenarbeit mit DEFACTO der Eddi-Award verliehen, der höchste Preis in Deutschland für den Erfolg durch Dialogmarketing.